# Бхакти Тиртха Свами
Бха́кти Ти́ртха Сва́ми (IAST: Bhakti-tīrtha Svāmī, англ. Bhakti Tirtha Swami; также известен как Сва́ми Кришнапа́да, англ. Swami Krishnapada; домонашеское имя — Гханашья́ма Да́с(а), IAST: Ghanaśyāma Dāsa; имя при рождении — Джон Э́двин Фэ́йворс, англ. John Edwin Favors; 25 февраля 1950, Кливленд, Огайо — 27 июня 2005, Гита-нагари, Пенсильвания) — американский общественный деятель, писатель и индуистский кришнаитский гуру. Был одним из самых заметных лидеров Международного общества сознания Кришны (ИСККОН), единственным руководителем ИСККОН афроамериканского происхождения, а также единственным в мире афроамериканским вайшнавским санньяси. Бхакти Тиртха Свами часто давал интервью в СМИ, встречался с такими государственными деятелями, как Нельсон Мандела и президент Замбии Кеннет Каунда, написал 18 книг на различные духовные темы и руководил проектами по развитию духовных общин в США и других странах. Бхакти Тиртха Свами был основателем и директором «Института прикладных духовных технологий» в Вашингтоне, — «некоммерческой просветительской организации, в которой работают представители различных духовных конфессий, объединённых желанием способствовать возвышению сознания человечества».

## Биография
Джон Эдвин Фэйворс родился 25 февраля 1950 года в городе Кливленд, в бедной многодетной христианской семье. С детства родители привили ему такие качества, как уверенность в себе, религиозность и дух щедрости. В детские годы Джон периодически появлялся на американском телевидении в христианских проповеднических программах. Будучи одним из лучших учеников Восточной технической старшей школы Кливленда, Джон получил стипендию от престижной школы Хаукен, где в течение года изучал философию и политологию. Во время учёбы в Хаукене он был членом футбольной команды и команды по вольной борьбе.
В 1968 году Джон Фейворс поступил в Принстонский университет, где, приняв имя Тошомбе Абдул, стал лидером движения Мартина Лютера Кинга за гражданские свободы и оказался в первых рядах политических активистов кампуса. Он также возглавил «Ассоциацию чернокожих студентов» и исполнял обязанности президента студенческого совета. В 1972 году он окончил университет, получив учёную степень бакалавра по психологии и афроамериканским исследованиям.
Посещая лекции в университете и читая книги на различные темы, «он пришёл к выводу, что приобретать знания, которые вскоре станут ненужными, не имело смысла». Вскоре после окончания Принстона он присоединился к ИСККОН и 16 февраля 1973 года получил духовное посвящение от основателя ИСККОН, Бхактиведанты Свами Прабхупады, который дал ему духовное имя на санскрите «Гханашьяма Даса» («слуга Кришны»). В 1970-е годы Гханашьяма Даса проповедовал гаудия-вайшнавизм в Восточной Европе, распространяя вайшнавскую духовную литературу и общаясь с учёными.
13 марта 1979 года, во время фестиваля Гаура-пурнимы в Нью-Вриндаване, Гханашьяма Даса получил посвящение в уклад жизни в отречении санньясу от Киртананады Свами, который при этом дал ему новое духовное имя «Бхакти Тиртха Свами». В том же году он стал первым кришнаитом, отправившимся проповедовать в Нигерию. После принятия санньясы, Бхакти Тиртха Свами начал активно путешествовать по всему миру, преподавая, читая лекции и занимаясь написанием книг.
В 1982 году Бхакти Тиртха Свами избран членом Руководящего совета Международного общества сознания Кришны, а в 1985 году назначен инициирующим гуру ИСККОН, став первым духовным учителем с африканскими корнями в гаудия-вайшнавизме. Бхакти Тиртха Свами встречался и завёл дружбу с рядом знаменитостей, таких как Мухаммед Али, и, специализируясь на международных отношениях и разрешении конфликтов, служил наставником для некоторых высокопоставленных членов ООН и таких государственных лидеров, как Нельсон Мандела. В 1990 году Бхакти Тиртха Свами, в заслугу за работу проводимую в Африке, был коронован верховным вождём племени Варри в Нигерии.
Бхакти Тиртха Свами умер от рака 27 июня 2005 года в вайшнавской общине Гита-нагари в центральной Пенсильвании. 7 февраля 2006 года Совет Округа Колумбия официально признал, что проведённая Бхакти Тиртхой Свами социальная работа оказала положительное влияние на гражданские права и человеческие свободы жителей Округа Колумбия.
В 2007 году вышла в свет биография Бхакти Тиртхи Свами, написанная вайшнавским писателем Стивеном Роузеном и озаглавленная «Black Lotus: The Spiritual Journey of an Urban Mystic». Согласно веб-сайту Принстонского университета, книга «повествует о жизни и миссии Его Святейшества Бхакти Тиртхи Свами (1950—2005), афроамериканского духовного искателя, который, выйдя из бедной среды кливлендского гетто, стал всемирным лидером Движения Харе Кришна».

### Книги на русском
- Фэйворс, Джон. Духовный воин. Духовные истины в психических явлениях / Пер. с англ. И. Москвиной-Тархановой. — 1-е изд. — М.: Философская книга, 2000. — 176 с. — 5000 экз. — ISBN 5820500156.
- Фэйворс, Джон. Духовный воин. Духовные истины в психических явлениях / Пер. с англ. И. Москвиной-Тархановой. — 2-е изд. — М.: Философская книга, 2003. — 176 с. — 5000 экз. — ISBN 1885414013.
- Фэйворс, Джон. Духовный воин 2. Превращая вожделение в любовь / Пер. с англ. С. Медведева. — 1-е изд. — М.: Философская книга, 2001. — 264 с. — 5000 экз. — ISBN 5820500156.
- Бхакти Тиртха Свами. Духовный воин 2. Превращая вожделение в любовь / Пер. с англ. С. Медведева. — 2-е изд., дополненное. — М.: Философская книга, 2004. — 272 с. — 1000 экз. — ISBN 5902629101.
- Бхакти Тиртха Свами. Духовный воин 3. Утешение сердца в трудные времена. — 1-е изд. — М.: Философская книга, 2002. — 416 с. — 5000 экз. — ISBN 5820500318.
- Бхакти Тиртха Свами. Духовный воин 4. Победа над врагами ума. — 1-е изд. — М.: Философская книга, 2004. — 256 с. — ISBN 590262908X.
- Фэйворс, Джон. Духовный воин 5. Превращение ума в своего лучшего друга. — 1-е изд. — М.: Философская книга, 2004. — 272 с. — ISBN 5902629098.
- Бхакти Тиртха Свами. Духовный воин 6. Поиски мирного решения проблем фанатизма, терроризма и войн. — 1-е изд. — М.: Философская книга, 2006. — 336 с. — ISBN 1885414188.
- Фэйворс, Джон. Лидер новой эпохи / Пер. с англ. В. Филипенко. — 1-е изд. — М.: Философская книга, 2000. — Т. 1. — 304 с. — 3000 экз. — ISBN 5820500113.
- Фэйворс, Джон. Лидер новой эпохи. Метафизический взгляд на проблемы руководства / Пер. с англ. В. Филипенко. — 2-е изд, исправленное. — М.: Философская книга, 2002. — Т. 1. — 368 с. — 5000 экз. — ISBN 5820500342.
- Фэйворс, Джон. Лидер новой эпохи. Древняя мудрость в наши дни. — 1-е изд. — М.: Философская книга, 2003. — Т. 2. — 264 с. — 5000 экз. — ISBN 5820500148.
- Бхакти Тиртха Свами. Нищий. Книга первая. Молитвы и медитация на Верховного Господа. — М.: Философская книга, 2002. — 208 с. — 5000 экз. — ISBN 5820500334.
- Бхакти Тиртха Свами. Нищий. Книги вторая — третья. Мольба о милости. Ложное эго — опаснейший враг духовного лидера. — 1-е изд. — М.: Философская книга, 2003. — 320 с. — 3000 экз. — ISBN 5820500385.
- Бхакти Тиртха Свами. Нищий. Книга четвертая. Умереть до прихода смерти. — М.: Философская книга, 2005. — 136 с.
- Бхакти Тиртха Свами. Размышления о сакральных истинах. Харинама Чинтамани. — 1-е изд. — М.: Философская книга, 2005. — 366 с.
- Бхакти Тиртха Свами. Размышления о сакральных истинах. Шри Ишопанишад. — 1-е изд. — М.: Философская книга, 2006. — 440 с.
- Бхакти Тиртха Свами. Размышления о сакральных истинах. Шри Шикшаштака. — М.: Философская книга. — 192 с.
- Бхакти Тиртха Свами. Размышления о сакральных истинах. Мадхурья Кадамбини. — М.: Философская книга.
- Бхакти Тиртха Свами. Преодоление страха. Избранные лекции. — М.: Философская книга, 2006. — 112 с.
- Бхакти Тиртха Свами. Преодоление гнева. — 2-е изд. — 96 с.
- Бхакти Тиртха Свами. Преодоление ложного эго. — 96 с.
- Бхакти Тиртха Свами. Преодоление конфликтов. — М.: Исток, 2012. — 96 с. — 3000 экз. — ISBN 978-5-8205-0099-2.
- Бхакти Тиртха Свами. Община сердца. — 64 с.
- Бхакти Тиртха Свами. Я вас люблю.... — 2012. — 160 с. — 3000 экз. — ISBN 978-5-8205-0102-9.

### Книги на английском
- Bhakti Tirtha Swami. Leadership for an Age of Higher Consciousness I: Administration from a Metaphysical Perspective. — 1st ed. — Largo, MD: Hari-Nama Press, 1996. — 324 p. — ISBN 1885414021.
- Bhakti Tirtha Swami. Leadership for an Age of Higher Consciousness II: Ancient Wisdom for Modern Times. — Largo, MD: Hari-Nama Press, 2002. — 162 p. — ISBN 1885414110.
- Bhakti Tirtha Swami. Reflections on Sacred Teachings Volume I: Sri Siksastaka. — Washington, DC: Hari-Nama Press, 2002. — 247 p. — ISBN 1885414137.
- Bhakti Tirtha Swami. Reflections on Sacred Teachings Volume II: Madhurya-Kadambini. — Washington, DC: Hari-Nama Press, 2003. — 196 p. — ISBN 1885414145.
- Bhakti Tirtha Swami. Reflections on Sacred Teachings Volume III: Harinama Cintamani. — Washington, DC: Hari-Nama Press, 2004. — 283 p. — ISBN 1885414153.
- Bhakti Tirtha Swami. Reflections on Sacred Teachings Volume IV: Sri Isopanisad. — Washington, DC: Hari-Nama Press, 2005. — 320 p. — ISBN 1885414196.
- Bhakti Tirtha Swami. Reflections on Sacred Teachings Volume V: Srila Bhaktisiddhanta's Sixty-four Principles for Community. — Washington, DC: Hari-Nama Press, 2007. — 235 p. — ISBN 1885414218.
- Bhakti Tirtha Swami. Reflections on Sacred Teachings Volume VI: Radha-Sunya: Missing Mercy. — Washington, DC: Hari-Nama Press. — 147 p.
- Bhakti Tirtha Swami. Spiritual Warrior I: Uncovering Spiritual Truths in Psychic Phenomena. — Largo, MD: Hari-Nama Press, 1996. — 201 p. — ISBN 1885414013.
- Bhakti Tirtha Swami. Spiritual Warrior II: Transforming Lust into Love. — Largo, MD: Hari-Nama Press, 1998. — 238 p. — ISBN 188541403X.
- Bhakti Tirtha Swami. Spiritual Warrior III: Solace for the Heart in Difficult Times. — Largo, MD: Hari-Nama Press, 2000. — 296 p. — ISBN 1885414064.
- Bhakti Tirtha Swami. Spiritual Warrior IV: Conquering the Enemies of the Mind. — 1st ed. — Washington, DC: Hari-Nama Press, 2004. — 285 p. — ISBN 1885414161.
- Bhakti Tirtha Swami. Spiritual Warrior V: Making the Mind Your Best Friend. — Largo, MD: Hari-Nama Press, 2003. — 275 p. — ISBN 188541417X.
- Bhakti Tirtha Swami. Spiritual Warrior VI: Beyond Fanaticism, Terrorism, and War: Discover the Peace Solution. — Largo, MD: Hari-Nama Press, 2006. — 306 p. — ISBN 1885414188.
- Bhakti Tirtha Swami. The Beggar I: Meditations and Prayers on the Supreme Lord. — 1st ed. — Washington, DC: Hari-Nama Press, 1994. — 160 p. — ISBN 1885414005.
- Bhakti Tirtha Swami. The Beggar II: Crying Out for the Mercy. — Washington, DC: Hari-Nama Press, 1998. — 162 p. — ISBN 1885414048.
- Bhakti Tirtha Swami. The Beggar III: False Ego: The Greatest Enemy of the Spiritual Leader. — Washington, DC: Hari-Nama Press, 2002. — 194 p. — ISBN 1885414102.
- Bhakti Tirtha Swami. The Beggar IV, Die Before Dying. — Washington, DC: Hari-Nama Press, 2005. — 155 p. — ISBN 1885414226.

### Книги на итальянском
- Bhakti Tirtha Swami. Dal possesso all'amore / Edizione italiana a cura di Alessandro Coraci. — Torino: Amrita, 2007. — xiii, 208 p. — ISBN 8889382141.
- Bhakti Tirtha Swami. Leadership e spiritualita / Edizione italiana a cura di Alessandro Coraci. — Torino: Amrita, 2008. — 240 p. — ISBN 8889382171.

### Книги на немецком
- Bhakti Tirtha Swami. Der spirituelle Krieger / Hrsg.: Daniel Zeljak. — Zürich: Shyam Verlag, 2002.
- Bhakti Tirtha Swami. Der spirituelle Krieger II: Die Kunst, Lust in Liebe umzuwandeln. — 2002. — 232 p. — ISBN 3907865316.
- Bhakti Tirtha Swami. Der spirituelle Krieger III: Trost für das Herz in schweren Zeiten. — 2000.